# Noord-Korea op de Paralympische Winterspelen 2018
Noord-Korea was een van de landen die deelnam aan de Paralympische Winterspelen 2018 in Pyeongchang, Zuid-Korea.

## Deelnemers en resultaten
(m) = mannen, (v) = vrouwen 

### Langlaufen
| Paralympiër   | Onderdeel                  | Resultaat | Prestatie |
| ------------- | -------------------------- | --------- | --------- |
| Jong Hyon Kim | 1.1 km sprint, zittend (m) | 32e       | 4:23.9    |
| Jong Hyon Kim | 15 km, zittend (m)         | 27e       | 1:12:49.9 |
| Yu Chol Ma    | 1.1 km sprint, zittend (m) | 31e       | 3:59.5    |
| Yu Chol Ma    | 15 km, zittend (m)         | 26e       | 1:04:57.3 |

Andorra · Argentinië · Armenië · Australië · België · Bosnië en Herzegovina · Brazilië · Bulgarije · Canada · Chili · China · Denemarken · Duitsland · Finland · Frankrijk · Georgië · Griekenland · Groot-Brittannië · Hongarije · IJsland · Iran · Italië · Japan · Kazachstan · Kroatië · Mexico · Mongolië · Nederland · Nieuw-Zeeland · Noord-Korea · Noorwegen · Oekraïne · Oezbekistan · Oostenrijk · Polen · Roemenië · Servië · Slovenië · Slowakije · Spanje · Tadzjikistan · Tsjechië · Turkije · Verenigde Staten · Wit-Rusland · Zuid-Korea · Zweden · Zwitserland
Neutrale paralympische atleten